# Tubize

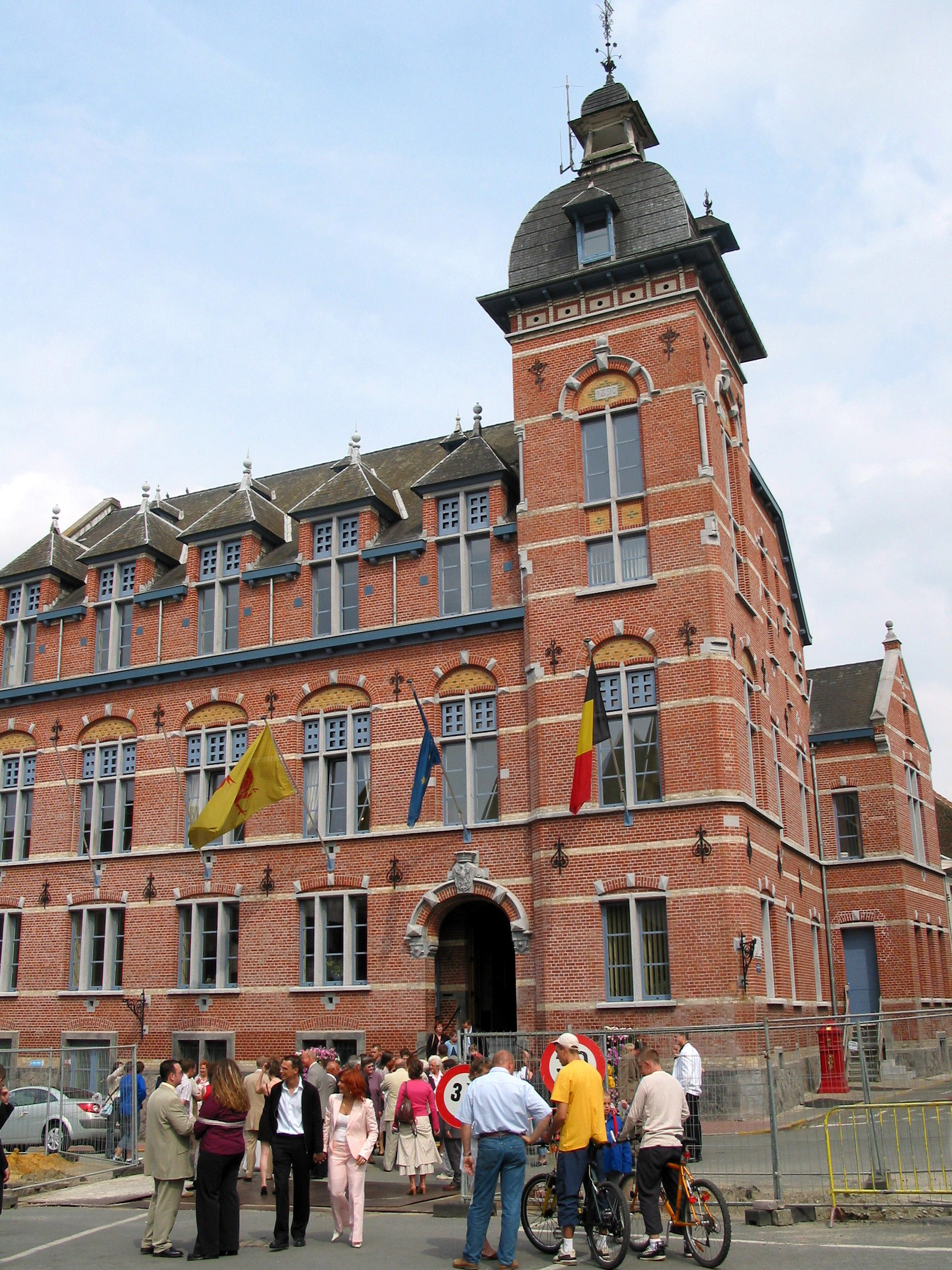
Tubizes rådhus

Tubize (nederländska Tubeke) är en stad i den franskspråkiga provinsen Vallonska Brabant i Belgien. Den består av de fyra ortsdelarna Tubize, Clabecq, Oisquercq och Saintes. 1978 fick Tubize Europapriset.

## Politik
Kommunfullmäktige (Conseil Communal) har 27 medlemmar varav borgmästaren med sex så kallade Echevins bildar ett kollegium (Collège) med speciella ansvarigheter. 